# Adeje
Adeje es un municipio español perteneciente a la isla de Tenerife, en la provincia de Santa Cruz de Tenerife, comunidad autónoma de Canarias. La capital municipal es la Villa de Adeje, situada a 295 m s. n. m. (metros sobre el nivel del mar). Con 50 549 habitantes a 1 de enero de 2024, Adeje es el quinto municipio más poblado de la isla, tras Santa Cruz de Tenerife, San Cristóbal de La Laguna, Arona y Granadilla de Abona. 
Adeje es un importante centro turístico tanto en la isla como a nivel nacional e internacional. Este municipio cuenta con la mayor concentración de hoteles 5 estrellas de Europa y además tiene el que es considerado el mejor hotel de lujo de España según World Travel Awards. En su término municipal se encuentra el parque acuático Siam Park, el cual es considerado el mejor parque acuático del mundo. Junto a los municipios vecinos de Arona y San Miguel de Abona forma la denominada área metropolitana de Tenerife Sur con 215 532 habitantes (2024).

## Toponimia
El municipio toma su nombre de su capital municipal, que a su vez procede del nombre del antiguo reino o bando guanche de Adeje, siendo este un término de procedencia guanche que significa, según algunos autores, 'macizo montañoso'.

## Símbolos

### Escudo
El escudo heráldico de Adeje fue aprobado por Orden del Gobierno de Canarias de 24 de mayo de 1991, siendo su organización: «Escudo medio partido y cortado: 1º) de gules, una añepa puesta en barra acompañada de dos gánigos, todo de oro; 2º) de gules, una torre de plata, mazonada y aclarada de sable; y 3º) de azur, un sol radiante de oro naciente de ondas de azur y plata. Al timbre corona marquesal.»
El escudo fue modificado por Orden de 26 de septiembre de 2014 para incorporarle «en punta, una cinta de azur con el lema en plata "Histórica Villa".»
En cuanto a su significado, la añepa o cetro y los gánigos o vasijas hacen alusión al reino guanche de Adeje, mientras que la torre representa la Casa Fuerte donde residían los antiguos Señores feudales, que también están representados en la corona marquesal. Por último, el sol y las ondas aluden a la importancia del sector turístico del municipio.

### Bandera
El municipio carece de bandera aprobada, utilizando el ayuntamiento de manera oficiosa una enseña blanca con el escudo heráldico al centro.

## Geografía
Se extiende por el sector suroccidental de la isla, limitando con los municipios de Arona, Vilaflor de Chasna, La Orotava y Guía de Isora.
Ocupa una superficie de 105,95 km², ocupando el 6.º puesto en extensión de la isla de Tenerife y el 9.º de la provincia.
Adeje alcanza su altitud máxima en la elevación conocida como La Sombrera, ubicada a 2.532 m s. n. m.

### Orografía

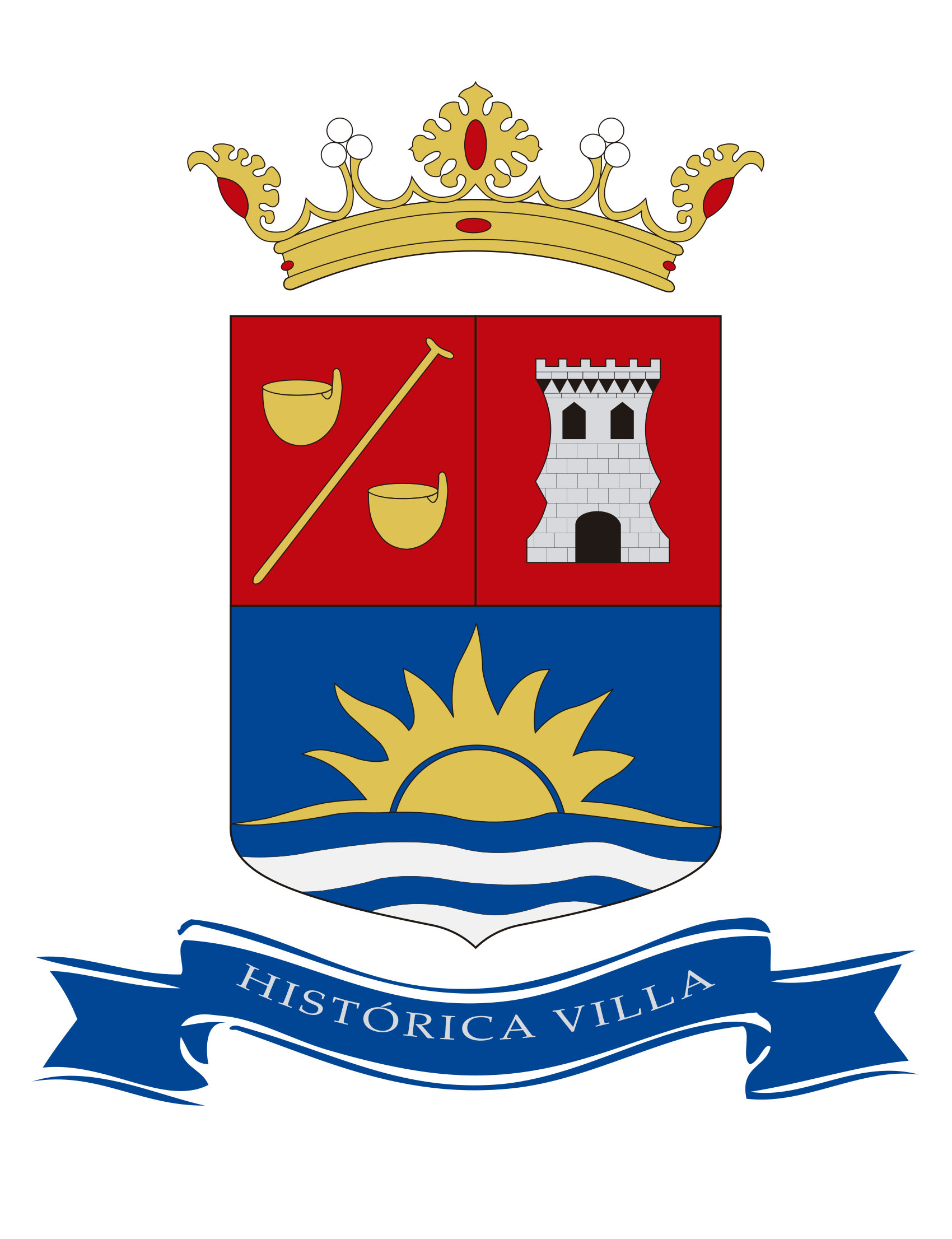
Escudo heráldico de la Histórica Villa de Adeje

La actividad volcánica y erosiva, muy desigual y continuada a lo largo de millones de años, ha originado y tallado un relieve de singulares formas, estando constituido por una rampa relativamente homogénea surcada por algunos barrancos que termina cerca de la costa en ladera escarpada y acantilados, debajo de la cual se extiende una llanura hasta el litoral marino.
Entre sus elementos a destacar presenta elementos geomorfológicos singulares como los roques de La Barca, de Miraderos, de Imoque, Abinque y del Conde entre otros. Al sur del municipio se localiza asimismo la Caldera del Rey, un cráter freatomagmático con amplio recubrimiento de pumitas y oculto por una plantación de plataneras. Otra de las peculiaridades son los fondos marinos, ricos en vegetación y fauna.

### Hidrografía
El municipio se encuentra atravesado de cumbre a mar por numerosos barrancos, siendo los más importantes el del Rey —límite con Arona—, el barranco del Infierno, el de Erques —límite con Guía de Isora—, el de las Moradas y el de El Pinque. Otros cauces destacados son los barrancos de las Galgas, del Burro, del inglés, de Fañabé, barranco Iboibo, barranco de las Salinas o de Armeñime y el de Torviscas.

### Clima
| Parámetros climáticos promedio de Observatorio de Adeje (130 m s. n. m.) (Periodo de referencia: 1991-2020, extremas: 1975-presente) | Parámetros climáticos promedio de Observatorio de Adeje (130 m s. n. m.) (Periodo de referencia: 1991-2020, extremas: 1975-presente) | Parámetros climáticos promedio de Observatorio de Adeje (130 m s. n. m.) (Periodo de referencia: 1991-2020, extremas: 1975-presente) | Parámetros climáticos promedio de Observatorio de Adeje (130 m s. n. m.) (Periodo de referencia: 1991-2020, extremas: 1975-presente) | Parámetros climáticos promedio de Observatorio de Adeje (130 m s. n. m.) (Periodo de referencia: 1991-2020, extremas: 1975-presente) | Parámetros climáticos promedio de Observatorio de Adeje (130 m s. n. m.) (Periodo de referencia: 1991-2020, extremas: 1975-presente) | Parámetros climáticos promedio de Observatorio de Adeje (130 m s. n. m.) (Periodo de referencia: 1991-2020, extremas: 1975-presente) | Parámetros climáticos promedio de Observatorio de Adeje (130 m s. n. m.) (Periodo de referencia: 1991-2020, extremas: 1975-presente) | Parámetros climáticos promedio de Observatorio de Adeje (130 m s. n. m.) (Periodo de referencia: 1991-2020, extremas: 1975-presente) | Parámetros climáticos promedio de Observatorio de Adeje (130 m s. n. m.) (Periodo de referencia: 1991-2020, extremas: 1975-presente) | Parámetros climáticos promedio de Observatorio de Adeje (130 m s. n. m.) (Periodo de referencia: 1991-2020, extremas: 1975-presente) | Parámetros climáticos promedio de Observatorio de Adeje (130 m s. n. m.) (Periodo de referencia: 1991-2020, extremas: 1975-presente) | Parámetros climáticos promedio de Observatorio de Adeje (130 m s. n. m.) (Periodo de referencia: 1991-2020, extremas: 1975-presente) | Parámetros climáticos promedio de Observatorio de Adeje (130 m s. n. m.) (Periodo de referencia: 1991-2020, extremas: 1975-presente) |
| Mes | Ene. | Feb. | Mar. | Abr. | May. | Jun. | Jul. | Ago. | Sep. | Oct. | Nov. | Dic. | Anual |
| --- | --- | --- | --- | --- | --- | --- | --- | --- | --- | --- | --- | --- | --- |
| Temp. máx. abs. (°C) | 30.6 | 31.5 | 35.1 | 37.9 | 34.0 | 33.7 | 42.1 | 44.0 | 34.6 | 38.5 | 36.0 | 29.9 | 44.0 |
| Temp. máx. media (°C) | 22.1 | 22.0 | 23.0 | 23.5 | 24.5 | 25.8 | 27.4 | 28.5 | 28.3 | 27.3 | 25.2 | 23.5 | 25.1 |
| Temp. media (°C) | 18.1 | 18.3 | 18.6 | 19.6 | 20.5 | 22.1 | 23.4 | 24.5 | 23.8 | 22.8 | 20.5 | 18.5 | 20.9 |
| Temp. mín. media (°C) | 13.8 | 14.0 | 14.2 | 15.6 | 16.4 | 18.2 | 19.3 | 20.4 | 19.3 | 18.3 | 15.7 | 13.4 | 16.5 |
| Temp. mín. abs. (°C) | 1.6 | 3.0 | 3.7 | 5.2 | 7.0 | 8.8 | 12.0 | 12.8 | 11.0 | 8.1 | 6.0 | 2.2 | 1.6 |
| Precipitación total (mm) | 17.7 | 14.5 | 15.0 | 5.8 | 0.9 | 0.2 | trace | 1.9 | 4.2 | 17.2 | 24.7 | 42.9 | 145.0 |
| Días de precipitaciones (≥ 1.0 mm)                                                                                                   | 1.9 | 1.9 | 1.5 | 1.0 | 0.2 | 0.1 | 0.0 | 0.3 | 0.7 | 1.7 | 1.5 | 3.3 | 14.0 |
| Humedad relativa (%) | 59 | 60 | 63 | 64 | 64 | 67 | 68 | 69 | 69 | 68 | 63 | 59 | 64 |
| Fuente: Agencia Estatal de Meteorología                                                                                              | | | | | | | | | | | | | |

### Flora
En la zona de cumbres el paisaje está dominado por el pino canario junto a la vegetación de montaña, cubriendo incluso los pocos conos volcánicos presentes.

### Espacios protegidos
El municipio cuenta con la totalidad de la superficie de varios espacios incluidos en la Red Canaria de Espacios Naturales Protegidos: reserva natural especial del barranco del Infierno, monumento natural de la Caldera del Rey y sitio de interés científico de La Caleta. Asimismo, posee parte del parque nacional del Teide, del parque natural de la Corona Forestal, del paisaje protegido de Ifonche, del paisaje protegido del Barranco de Erques y del sitio de interés científico de los Acantilados de Isorana.
Todos estos espacios, a excepción de la Caldera del Rey y de La Caleta, están incluidos también en la Red Natura 2000 como Zonas Especiales de Conservación, a las que se suma todo el litoral municipal bajo la ZEC Franja marina Teno-Rasca, que posee hábitats de especies en peligro de extinción y bancos de arena cubiertos permanentemente por agua marina poco profunda. Por su parte, el área del parque natural y del parque nacional es asimismo Zona de Especial Protección para las Aves.
Adeje posee además el monte de utilidad pública denominado Pinar.

## Historia

### Etapa guanche: antes delsigloXV

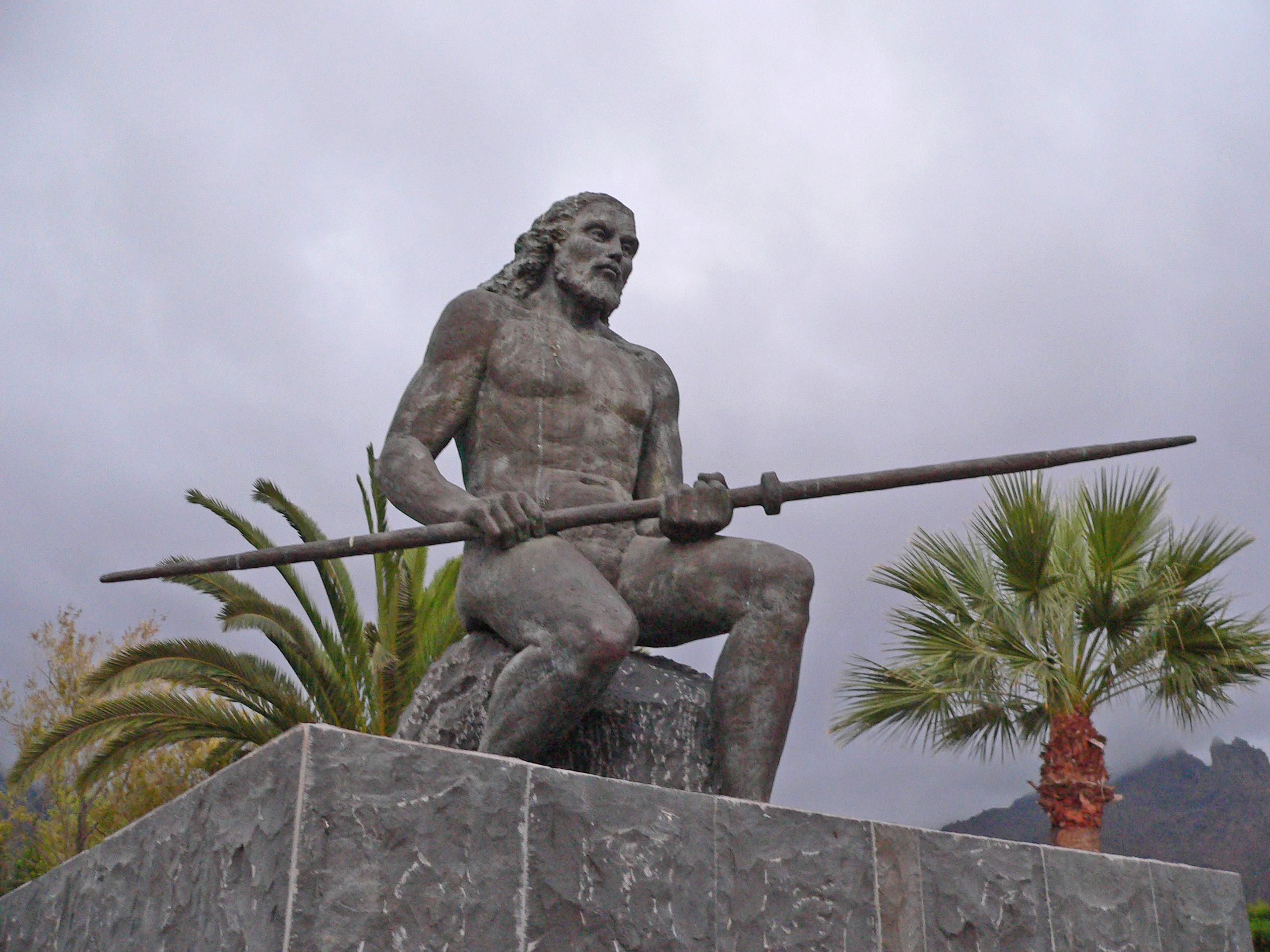
Estatua de Tinerfe el Grande a la entrada del casco de Adeje

Con anterioridad a la conquista de la isla, todos los historiadores coinciden en señalar la existencia de una primitiva organización política guanche que abarcaba todo el territorio insular y cuyo rey o mencey residía en Adeje. Según las fuentes históricas y las tradiciones orales, el mencey de toda la isla antes de su división en nueve menceyatos fue Tinerfe, conocido con el apelativo el Grande. El menceyato de Adeje, cuando la isla se dividió en nueve reinos a finales del siglo XIV, supuso un importante asiento de la comunidad guanche.

### Conquista y colonización europeas: siglosXVyXVI

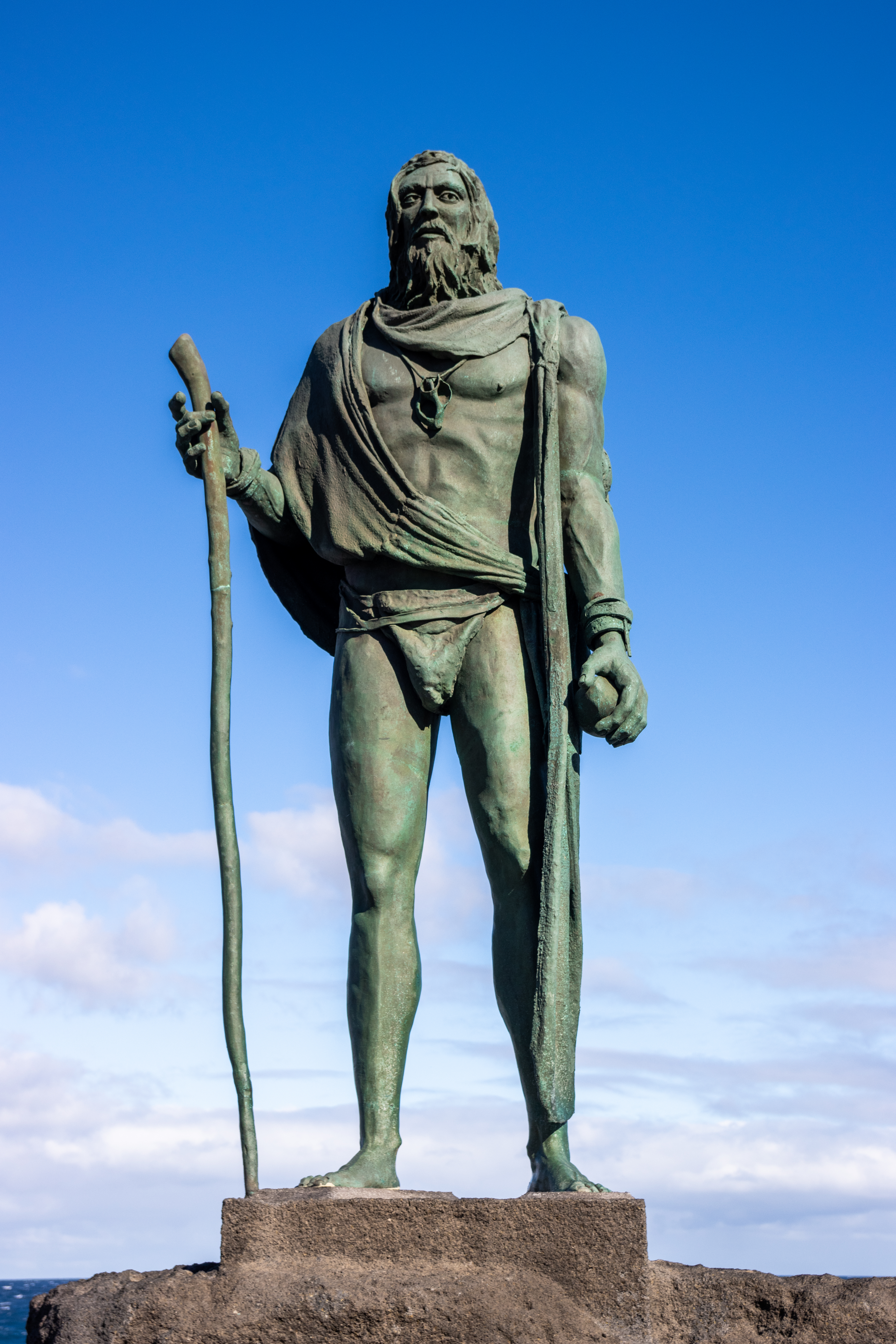
Mencey Pelinor en la Plaza de la Patrona de Canarias

El último mencey, que tras su bautizo se llamó don Diego de Adeje (su nombre en nativo era Pelinor), firmó la paz con los castellanos y es el único del que se tiene constancia que vivió en Tenerife después de la conquista, pues se le concedieron tierras y dejó amplia descendencia en Adeje.
A partir de 1496 se inicia el periodo de colonización con los repartimientos de tierras o datas concedidos por Alonso Fernández de Lugo en esta jurisdicción. Esto motivó el establecimiento de un pequeño grupo de viviendas en torno al Río de Adeje, donde se asentaría el casco del pueblo. En 1560 se funda la parroquia de Adeje.

### Antiguo Régimen: siglosXVIIyXVIII
El 21 de noviembre de 1655 Juan Bautista de Ponte y Pagés obtuvo del rey Felipe IV por Real Cédula la jurisdicción del lugar como señorío y el título de Villa.
Juan Núñez de la Peña dice de Adeje en 1676:

ADEJE. La Villa de Adeje, es del Marqués D. Juan Bautista de Aponte, caballero de la Orden de Santiago, cogese mucho trigo, tiene un ingenio de azúcar, que es del Marqués, que solo este ha quedado de tantos como en esta isla hubo; tiene la Villa razonable iglesia, con un beneficiado, y de poca renta; la jurisdicción real toca al Marqués...
Juan Núñez de la Peña, 1676.

El historiador tinerfeño José de Viera y Clavijo describió el municipio de la siguiente manera:

ADEJE. Es villa de señorío y perteneciente a los marqueses de este título de la casa de Ponte, y hoy a los condes de La Gomera. En otro tiempo fué reino y corte de guanches. Dista de Guía 2 leguas, y 14 de La Laguna. Pásanse 9 barrancos muy profundos en el camino. Adeje está en un terreno de temperamento apacible, más cálido que frío, cuya campiña, poblada de mieses o de cañas dulces y regada de buenas aguas, goza de bellas vistas al mar. Descúbrese mucho horizonte, y en él las islas de La Palma, Hierro y Gomera. A la entrada del pueblo está el castillo. El palacio y casa fuerte es muy grande. Hay un ingenio de azúcar, el único que ha quedado de tantos como hubo en Tenerife, en que se muelen todos los años de 24 a 30.000 libras. Cógense más de 5000 fanegas de trigo que, con otros frutos y rentas, hacen subir el mayorazgo a 12.000 pesos. La iglesia parroquial es muy aseada, con cura beneficiado de real provisión. Junto a ella hay un convento de San Francisco, como de 8 frailes. Tiene 3 ermitas. El vecindario es de 857 personas, algunas en los pagos de Tijoco, Taucho, Yfenche. A 1 legua del lugar está la playa y puerto donde surgen los barcos. Hay cría de camellos.
José de Viera y Clavijo, 1772-1773.

### Etapa moderna: siglosXIXyXX
El señorío de Adeje perduraría hasta que en 1811 los señoríos jurisdiccionales son incorporados a la nación, constituyéndose el municipio en 1812 amparado en la Constitución de Cádiz.
Pascual Madoz dice de Adeje en su Diccionario hacia mitad del siglo XIX:

ADEJE: villa con ayuntamiento en la isla y diócesis de Tenerife (...). SITUADO al SO de la espresada isla en el delicioso valle de su nombre, dominado por las rocas de Carasco y de Rio, las cuales contribuyen á dar mayor altura á otro ramal que se une á la cañada por las bocas del Tance; bátenle los fuertes vientos de la brisa, mas á pesar de esto su CLIMA es cálido, y las enfermedades biliosas se esperimeptan con mas frecuencia y gravedad que en otros puntos de la isla: forman la población 239 CASAS, entre las cuales se distingue por su grandiosidad y buena fábrica el palacio de los antiguos señores; Hay 1 escuela de instrucción primaria elemental pagada por los propios de la villa, 1 iglesia parroquial de buena fábrica y muy aseada, servida por 1 cura beneficiado de provisión real. Antes de la esclaustracion hubo 1 convento de franciscos; fuera del pueblo se ve en un punto elevado 1 castillo antiguo, fuerte en otro tiempo, pero que en el dia aparece de poca importancia. Confina el TÉRMINO por el N. con las montañas centrales, por el E. con las de Chasna y Arona, por el S. con el mar, y por el Oeste con el de Guia; dentro de sus límites y dependientes de su jurisdicción se encuentran los pagos de Tijoca, Tanche, Infoch, Benite, La Concepción, en el cual hay 1 ermita dedicada á Maria Santísima, y el de Serradera, la ermita de San Sebastian, la caleta llamada puerto de Adeje, y la caleta denominada la Ramada. El TERRENO presenta un aspecto triste y monótono en la parte ocupada por los cerros que limitan el valle; en lo demás es delicioso, y comprende las tierras mas pingües que por todo este lado de la isla se hallan; le proporciona las aguas suficientes para el riego, la rambla llamada del Infierno, la cual desciende desde lo mas elevado de las montañas centrales por el canal que en su fondo forma el barranco de las Aguas. Los CAMINOS se conservan en buen estado; PRODUCE trigo, cebada, maíz, higos, cochinilla, ganado lanar, cabrio, camellos, ganado mular y caballar de la casta de Cordobeses; COMERCIO de cabotaje; POBLACIÓN 230 vecinos, 1058 almas...
Pascual Madoz, 1845.

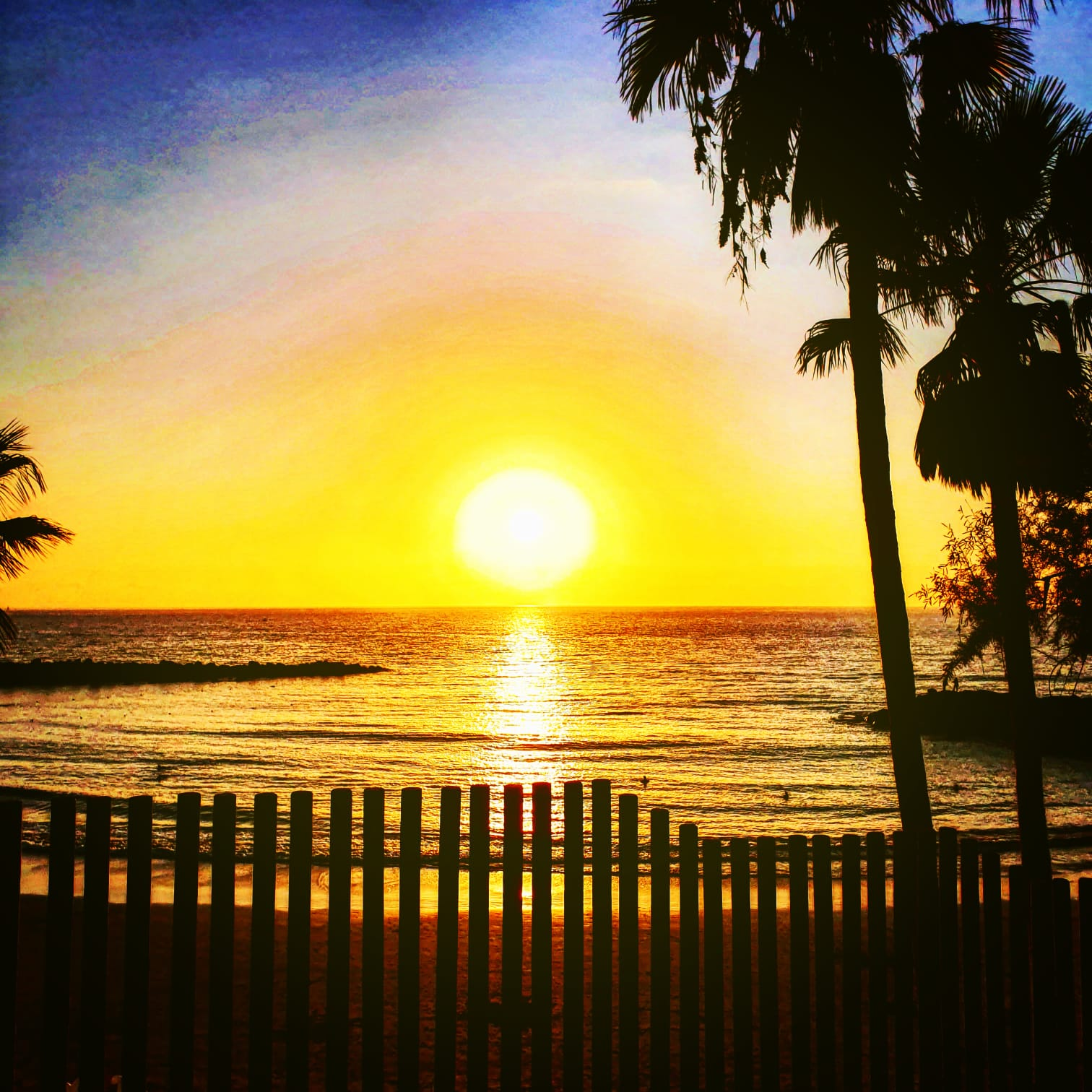
Atardecer en la playa de Troya, el primer atractivo turístico del municipio

En Adeje, la depresión socioeconómica que afectó a las islas en el transcurso del siglo XIX no alcanzó los niveles de otras partes de la geografía insular, debido tanto a la introducción de nuevos cultivos, como la cochinilla, como a que se caracterizó históricamente por ser una extensa área de regadío en el árido sur insular, debido a la presencia de importantes recursos hídricos, y a que su clima era adecuado para la introducción de nuevos cultivos de exportación, como el tomate y el plátano, destinados a los mercados europeos, que a principios del siglo xx reactivan la economía local. Sin embargo, es a finales de los años sesenta cuando se produce el verdadero desarrollo del municipio, todo ello ligado al boom turístico que experimenta la isla y que altera la estructura económica y social de Adeje.

### SigloXXI
El 16 de octubre de 2007 el Gobierno de Canarias agrega al municipio el título de Villa Histórica, motivado por la importancia histórica, social y cultural de Adeje.

## Demografía
Adeje cuenta con una población de 50 549 habitantes (INE 2024).  
| Gráfica de evolución demográfica de Adeje entre 1842 y 2021                                                         |
| |
| Población de derecho según los censos de población del INE Población de hecho según los censos de población del INE |

| Nacionalidad | Hombres | Mujeres | Total  | %      | Proporción |
| ------------ | ------- | ------- | ------ | ------ | ---------- |
| Española     | 13 179  | 12 779  | 25 958 | 52.6 % |            |
| Extranjera   | 11 614  | 11 698  | 23 312 | 47.3 % |            |

| País                 | Hombres | Mujeres | Total | %      | Proporción |
| -------------------- | ------- | ------- | ----- | ------ | ---------- |
| Italia               | 2972    | 2406    | 5378  | 23.1 % |            |
| Reino Unido          | 1790    | 1830    | 3620  | 15.5 % |            |
| Rusia                | 613     | 876     | 1489  | 6.4 %  |            |
| Rumania              | 525     | 582     | 1107  | 4.7 %  |            |
| Alemania             | 387     | 455     | 842   | 3.6 %  |            |
| China                | 409     | 369     | 778   | 3.3 %  |            |
| Francia              | 365     | 377     | 742   | 3.2 %  |            |
| Marruecos            | 476     | 265     | 741   | 3.2 %  |            |
| Polonia              | 270     | 380     | 650   | 2.8 %  |            |
| Venezuela            | 286     | 341     | 627   | 2.7 %  |            |
| Colombia             | 215     | 262     | 477   | 2.0 %  |            |
| Bulgaria             | 206     | 221     | 427   | 1.8 %  |            |
| Ucrania              | 140     | 183     | 323   | 1.4 %  |            |
| Argentina            | 127     | 130     | 257   | 1.1 %  |            |
| Portugal             | 124     | 126     | 250   | 1.1 %  |            |
| Cuba                 | 112     | 124     | 236   | 1.0 %  |            |
| Uruguay              | 83      | 87      | 170   | 0.7 %  |            |
| Senegal              | 95      | 23      | 118   | 0.5 %  |            |
| Pakistán             | 55      | 33      | 88    | 0.3 %  |            |
| Brasil               | 20      | 48      | 68    | 0.2 %  |            |
| Nigeria              | 28      | 16      | 44    | 0.1 %  |            |
| Argelia              | 14      | 12      | 26    | 0.1 %  |            |
| Chile                | 13      | 13      | 26    | 0.1 %  |            |
| Perú                 | 14      | 11      | 25    | 0.1 %  |            |
| República Dominicana | 8       | 15      | 23    | 0.09 % |            |
| Ecuador              | 11      | 11      | 22    | 0.09 % |            |
| Paraguay             | 4       | 10      | 14    | 0.06 % |            |
| Bolivia              | 4       | 3       | 7     | 0.03 % |            |

A 1 de enero de 2020 Adeje tenía un total de 49 030 habitantes, ocupando el 5.º puesto en número de habitantes tanto de la isla de Tenerife como de la provincia de Santa Cruz de Tenerife, aunque debido a su condición de municipio turístico aumenta esta cantidad en los meses de máxima ocupación de la planta hotelera. 
La población relativa era de 462,77 hab./km².
Por sexos contaba con 24 675 hombres y 24 355 mujeres.
Del análisis de la pirámide de población se deduce que:
- La población comprendida entre 0 y 14 años era el 14 % (6991 personas) del total;
- la población entre 15 y 64 años se correspondía con el 75 % (36 984 pers.);
- y la población mayor de 65 años era el 10 % restante (5055 pers.).

En cuanto al lugar de nacimiento, el 56,5% (26 551 pers.) de la población del municipio había nacido en el extranjero, siendo los principales lugares de procedencia, en este orden; Italia, Reino Unido, Venezuela, Rusia, Colombia e India. Por otro lado, el 34 % (16 905 pers.) había nacido en Canarias, de los cuales el 50 % (8412 pers.) había nacido en el propio municipio, un 42 % (7160 pers.) en otro municipio de la isla y un 8 % (1333 pers.) procedía de otra isla del archipiélago. El resto de la población la componía un 11 % (5574 pers.) de españoles peninsulares.
| Entidad singular          | Habitantes |
| ------------------------- | ---------- |
| Adeje (capital municipal) | 17 077     |
| Armeñime                  | 2134       |
| La Caldera                | 85         |
| Costa Adeje               | 20 105     |
| Fañabé                    | 4975       |
| Ifonche y Benítez         | 40         |
| Los Menores               | 2005       |
| Tijoco                    | 2609       |
| TOTAL                     | 49 030     |

## Economía
La principal actividad económica es el turismo, particularmente en la zona de Costa Adeje, donde ha avanzado mucho en los últimos años, gracias a otro sector bastante avanzado, la construcción. Es una de las zonas visitadas por los turistas por sus playas y su clima.

Logotipo del Ayuntamiento de Adeje

## Administración y política

### Gobierno municipal
Adeje está regido por su ayuntamiento, formado por veintiún concejales.
| Periodo   | Nombre                      | Partido | Partido                                      |
| --------- | --------------------------- | ------- | -------------------------------------------- |
| 1979-1983 | José García Casañas         |         | Unión de Centro Democrático (UCD)            |
| 1983-1987 | Juan Manuel Bello Ledesma   |         | Agrupación Tinerfeña de Independientes (ATI) |
| 1987-act. | José Miguel Rodríguez Fraga |         | Partido Socialista Obrero Español (PSOE)     |

| Partido político    | Partido político                                                    | 1979   | 1983   | 1987   | 1991   | 1995   | 1999   | 2003   | 2007   | 2011   | 2015   | 2019   | 2023   |
| Partido político    | Partido político                                                    | Ediles | Ediles | Ediles | Ediles | Ediles | Ediles | Ediles | Ediles | Ediles | Ediles | Ediles | Ediles |
|                     | Partido Socialista Obrero Español (PSOE)                            | 0      | 3      | 6      | 12     | 12     | 14     | 17     | 14     | 13     | 15     | 14     | 13     |
|                     | Coalición Canaria (CC)                                              | —      | —      | —      | —      | 4      | 2      | 3      | 2      | 6      | 4      | 4      | 5      |
|                     | Alianza Popular (AP)-Partido Popular (PP)                           | —      | 3      | 0      | 0      | 1      | 1      | 1      | 2      | 2      | 1      | 1      | 1      |
|                     | Vox                                                                 | —      | —      | —      | —      | —      | —      | —      | —      | —      | —      | —      | 1      |
|                     | Podemos-Izquierda Unida (IU)                                        | —      | —      | —      | —      | 0      | 0      | —      | —      | —      | 1      | 2      | 1      |
|                     | Centro Canario Nacionalista (CCN)                                   | —      | —      | —      | —      | —      | —      | —      | 3      | CC     | —      | —      | —      |
|                     | Agrupación Tinerfeña de Independientes (ATI)                        | —      | 4      | 6      | 4      | —      | —      | —      | —      | —      | —      | —      | —      |
|                     | Unión de Centro Democrático (UCD)-Centro Democrático y Social (CDS) | 8      | 3      | 1      | 1      | —      | —      | —      | —      | —      | —      | —      | —      |
|                     | Agrupación de Electores de Adeje (AEA)                              | 5      | —      | —      | —      | —      | —      | —      | —      | —      | —      | —      | —      |
| Total de concejales | Total de concejales                                                 | 13     | 13     | 13     | 17     | 17     | 21     | 21     | 21     | 21     | 21     | 21     | 21     |

### Organización territorial
Adeje forma parte de la Comarca del Suroeste, mientras que su superficie incluida en el parque nacional del Teide y en el parque natural de la Corona Forestal forma parte de la Comarca del Macizo Central.
El municipio se encuentra dividido en ocho entidades de población, a su vez divididas en núcleos de menor entidad:
| Entidad singular          | Núcleos | Superficie |
| ------------------------- | --- | ---------- |
| Adeje (capital municipal) | Adeje Casco El Galeón Las Moraditas Las Nieves Los Olivos La Postura Las Torres                                                            | 9,62 km²   |
| Armeñime                  | Armeñime Las Cancelas Las Rosas | 4,72 km²   |
| La Caldera                | | 4,23 km²   |
| Costa Adeje               | El Beril La Caleta Callao Salvaje Costa Adeje Playa Paraíso Playas de Fañabé Playas del Duque El Puertito San Eugenio Sueño Azul Torviscas | 12,96 km²  |
| Fañabé                    | Fañabé Miraverde | 7 km²      |
| Ifonche y Benítez         | | 12,8 km²   |
| Los Menores               | Los Menores La Quinta Taucho | 28 km²     |
| Tijoco                    | La Concepción Marazul Tijoco Alto Tijoco Bajo                                                                                              | 26,62 km²  |
| Total                     | Total | 105,95 km² |

## Servicios

### Educación
Estos son los centros educativos públicos del municipio:
- Escuela infantil El Duendecillo Azul
- CEIP Adeje Casco
- CEIP Armeñime
- CEIP Barranco de Las Torres
- CEIP Fañabé
- CEIP Los Olivos
- CEIP Tijoco Bajo
- IES Adeje (Los Olivos)
- IES El Galeón

### Sanidad
Adeje cuenta con un centro de atención primaria ubicado en la Villa de Adeje, además, cuenta con un centro periférico situado en Armeñime.

### Seguridad ciudadana
En lo relativo a la seguridad ciudadana, en el barrio de Fañabé está ubicada la sede principal de los Bomberos Voluntarios de Adeje, la policía local de Adeje y, también, de las ambulancias del Servicio Canario de Salud. Igualmente, la policía local cuenta con otra comisaría en el barrio de Las Torres.
Por otro lado, la Policía Nacional tiene una comisaría en Costa Adeje, prestando servicio tanto al término municipal de Adeje como al de Arona. Además, se encuentra el Puesto de la Guardia Civil de Adeje, que se encarga de la seguridad ciudadana en Adeje Casco, campo de golf de Adeje y los barrios de Armeñime, Playa Paraíso, Callao Salvaje, Tijoco, Los Menores, etc.

### Transporte

#### Carreteras
Se accede al municipio principalmente por la Autopista del Sur TF-1, así como por las carreteras TF-47 y TF-82.

#### Transporte público
El municipio cuenta con numerosas paradas de taxis repartidas por su territorio, poseyendo además una estación de autobuses —guaguas— en la localidad de Costa Adeje, quedando conectado mediante las siguientes líneas de TITSA:
| Línea | Trayecto                                                                 |
| ----- | ------------------------------------------------------------------------ |
| 110   | Santa Cruz - Los Cristianos - Costa Adeje (exprés)                       |
| 111   | Santa Cruz - Aeropuerto Sur - Los Cristianos - Costa Adeje               |
| 342   | Costa Adeje - Cañadas del Teide - El Portillo                            |
| 416   | Granadilla - Adeje (Los Olivos)                                          |
| 417   | Los Cristianos - Guía de Isora (por Costa Adeje)                         |
| 418   | La Caleta - Estación Costa Adeje - Los Cristianos - Valle de San Lorenzo |
| 447   | Los Cristianos - Adeje (Barranco de las Torres)                          |
| 450   | Costa Adeje - San Isidro (por Aeropuerto Sur)                            |
| 460   | Icod de los Vinos - Costa Adeje (por Guía de Isora)                      |
| 467   | Costa Adeje - Las Galletas (por Los Cristianos)                          |
| 472   | Los Cristianos - Playa Paraíso - Callao Salvaje                          |
| 473   | Los Cristianos - Acantilados de Los Gigantes (por Adeje)                 |
| 477   | Los Cristianos - A. Los Gigantes (directo)                               |
| 483   | Costa Adeje - El Médano (por Los Cristianos)                             |

## Patrimonio

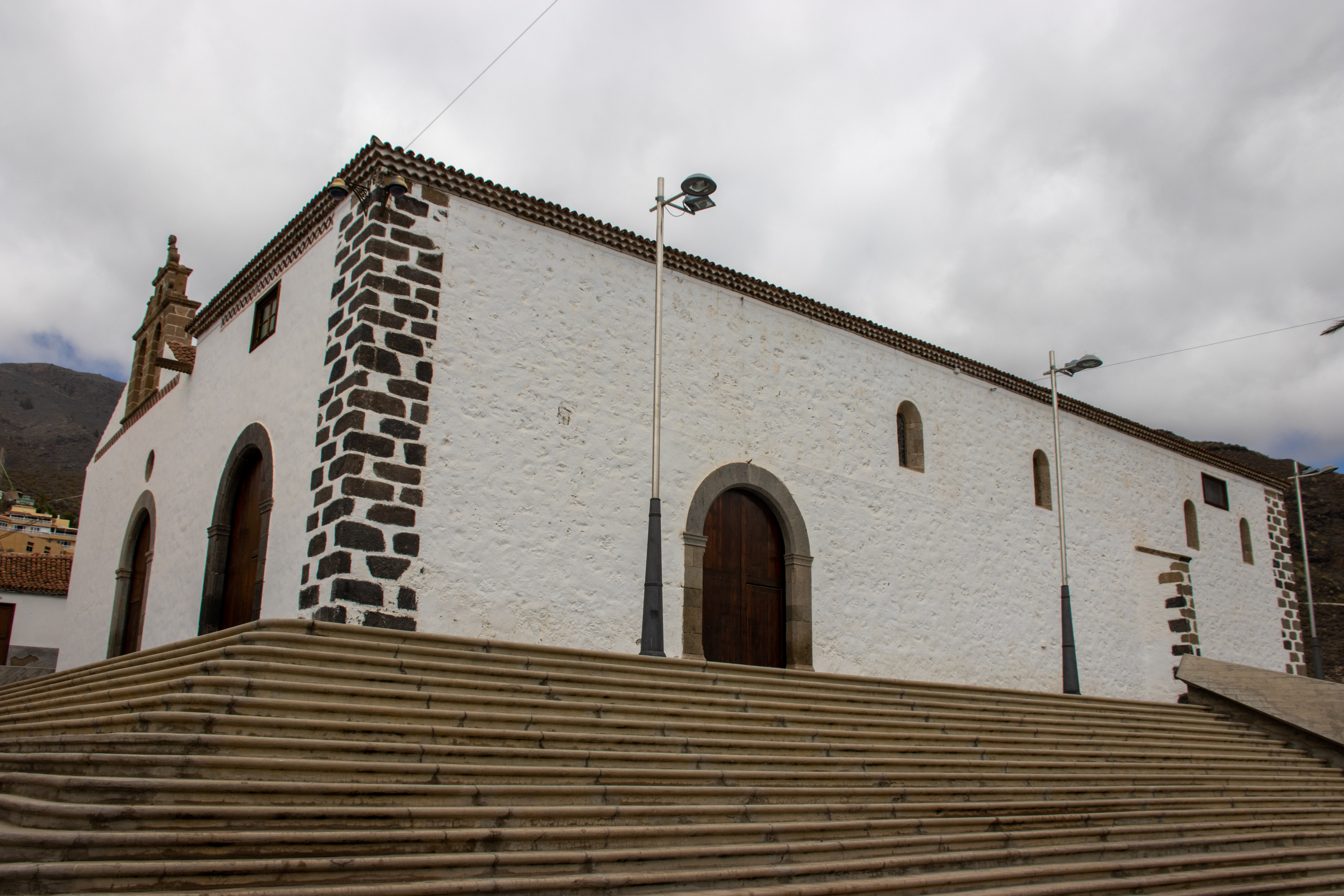
Parroquia matriz de Santa Úrsula

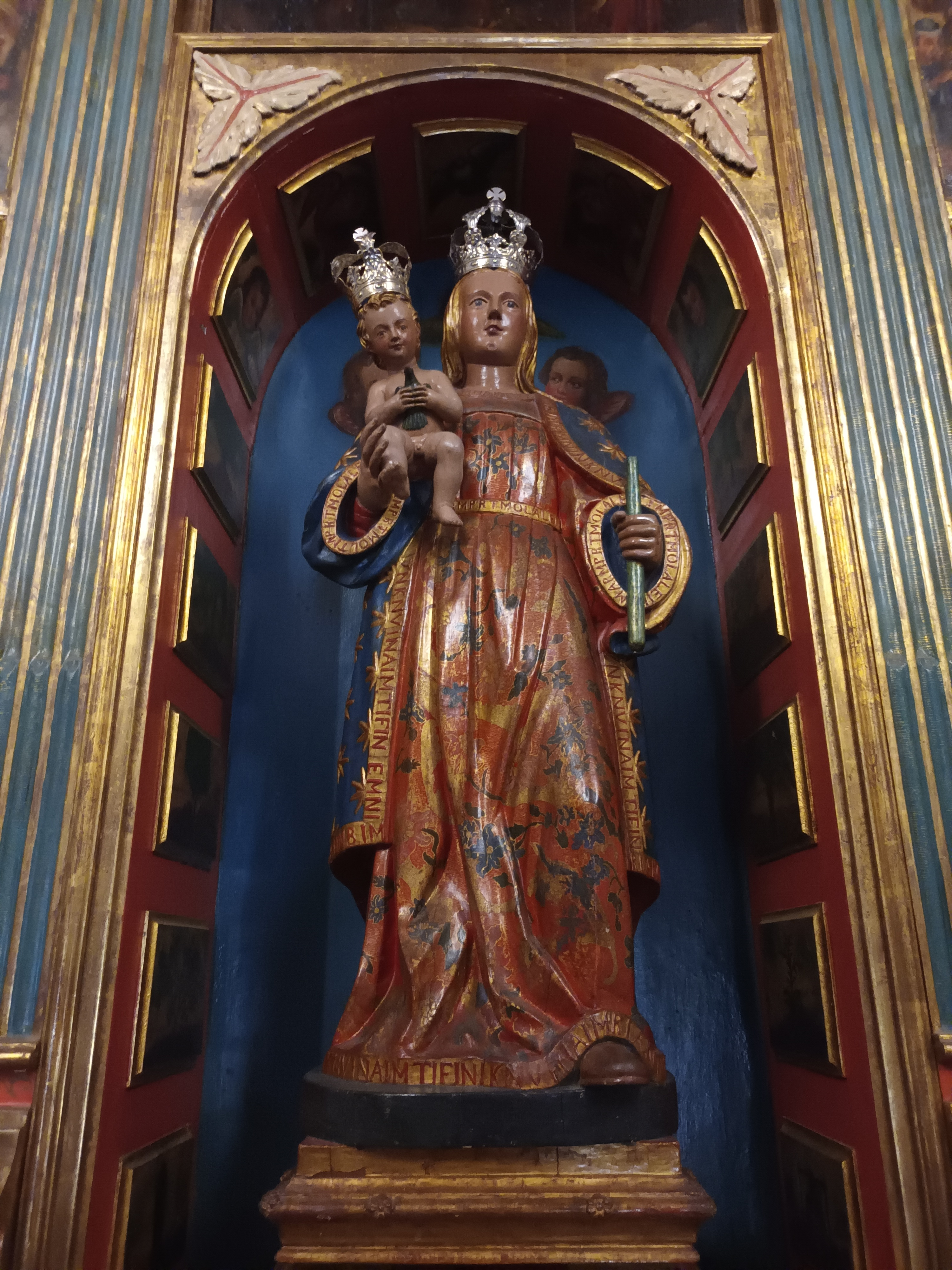
Virgen de Candelaria, una de las tallas religiosas más valiosas del municipio

Adeje mantiene un rico patrimonio arqueológico, arquitectónico y etnográfico, destacando:
- Iglesia de Santa Úrsula. Declarada Bien de Interés Cultural en la categoría de Monumento. Tuvo su origen en una primitiva ermita levantada en las primeras décadas del siglo XVI por el primer señor de Adeje, Pedro de Ponte y Vergara. Contiene numerosos bienes muebles de valor artístico.[31] En esta iglesia se encuentran algunas importantes imágenes religiosas, entre ellas: la Virgen de la Encarnación (patrona del municipio), la venerada imagen de la Virgen de Candelaria de Adeje y la Virgen de Guadalupe, única representación escultórica barroca de esta advocación mexicana en el archipiélago canario.[32]

- Casa Fuerte. Declarada Bien de Interés Cultural en la categoría de Monumento. La Casa Fuerte de Adeje se configura como un gran conjunto constituido por diversas edificaciones que a lo largo de los siglos han ido cambiando de uso o, en su caso, abandonarse y acabar en un estado semirruinoso. Se localiza en el sector más antiguo del núcleo de Adeje, frente a la iglesia de Santa Úrsula y sobre un altozano desde el que se domina un amplio sector de costa relacionado con la función defensiva que desde el siglo XVI detentaba esta fortificación.[33]

- Antiguo Convento Franciscano de Nuestra Señora de Guadalupe y San Pablo. Declarado Bien de Interés Cultural en la categoría de Monumento. El convento fue fundado en 1679 por iniciativa del primer marqués de Adeje, Juan Bautista de Ponte y Pagés. Tras la desamortización y la clausura del convento en 1835, el edificio conventual fue arruinándose progresivamente hasta acabar con su desaparición. La nueva construcción, en un lenguaje ecléctico propio de las primeras décadas del pasado siglo, se destinó a sede del Ayuntamiento. La iglesia constituye la única pieza arquitectónica del convento que ha llegado a nuestros días relativamente bien conservada.[34]

- Conjunto Histórico del Caserío de Taucho. Declarado Bien de Interés Cultural. Se trata de un conjunto rural de gran interés histórico y etnográfico, correspondiente a uno de los asentamientos más antiguos de la zona de medianías de la vertiente occidental de la isla y cuyos primeros testimonios documentales -recogidos en las Datas- se remontan a 1496, constatándose una posible presencia aborigen en el lugar, a tenor del topónimo —de clara adscripción guanche—, así como de las referencias a hallazgos arqueológicos efectuados en este espacio.[35]

- Zona arqueológica de Morro Grueso. Declarada Bien de Interés Cultural. En la zona se encuentra una estación de grabados rupestres de la cultura guanche.[36]

## Cultura

### Fiestas

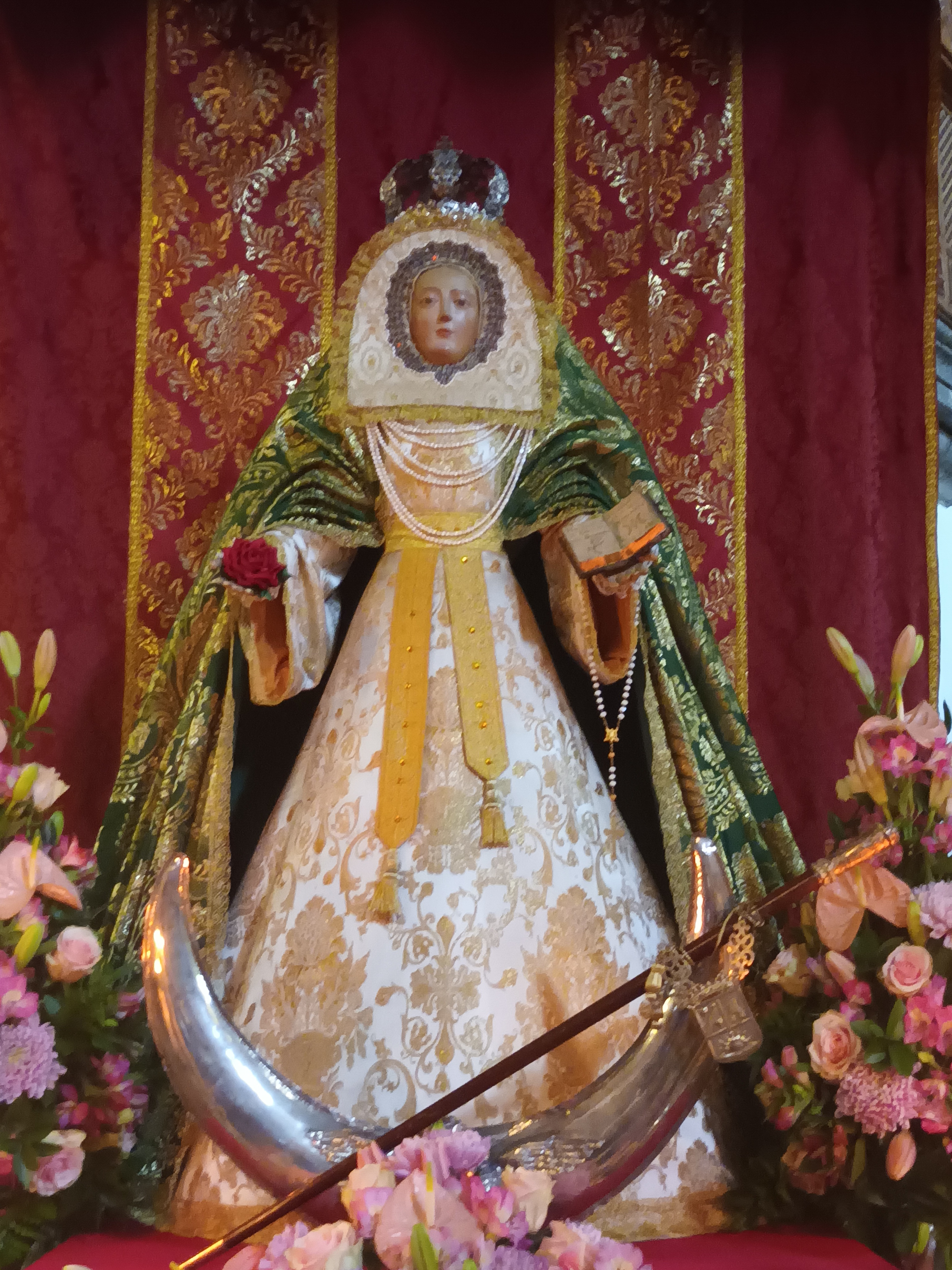
Virgen de la Encarnación, patrona del municipio

- Virgen de la Encarnación y Santa Úrsula, mes de octubre. Fiestas patronales con actos religiosos y populares.[37][38]

- San Sebastián, 20 de enero. Después de una misa en la iglesia de San Sebastián, se va en rogativa hasta el mar con el Santo al que acompañan numerosos animales, sobre todo caballos, que según la tradición se introducen en el mar haciendo gala, sus jinetes, de sus habilidades en la montura.[39]

- Rogativa de la Virgen de la Encarnación, tercer domingo tras la Pascua de Resurrección. Fiesta lustral en que se lleva en procesión a la imagen de la Virgen desde su iglesia de Santa Úrsula hasta la de San Sebastián, visitando los diferentes barrios del municipio.[40]

- Semana Santa. Instaurada en 1561, comprende diversas actividades como pregón, salidas procesionales o rutas gastronómicas de Cuaresma.[41] Destaca el Viernes Santo a las doce del mediodía se celebra el Via Crucis o representación de la Pasión de Jesús. Más de trescientas personas del municipio, actores amateur, participan en las diferentes escenas de los últimos momentos de Jesús.[42] Los escenarios se encuentran distribuidos en la calle Grande de Adeje, con epicentro en la plaza de la iglesia de Santa Úrsula, lugar donde se representa la crucifixión.

### Deporte
Adeje cuenta con muchos recintos deportivos y alberga diversos eventos a lo largo del año. Destaca el Rally Villa de Adeje prueba de rally que fue puntuable para el Campeonato de España de Rally, para el Súper Campeonato de España de Rally y la Copa de Asfalto.

### Religión

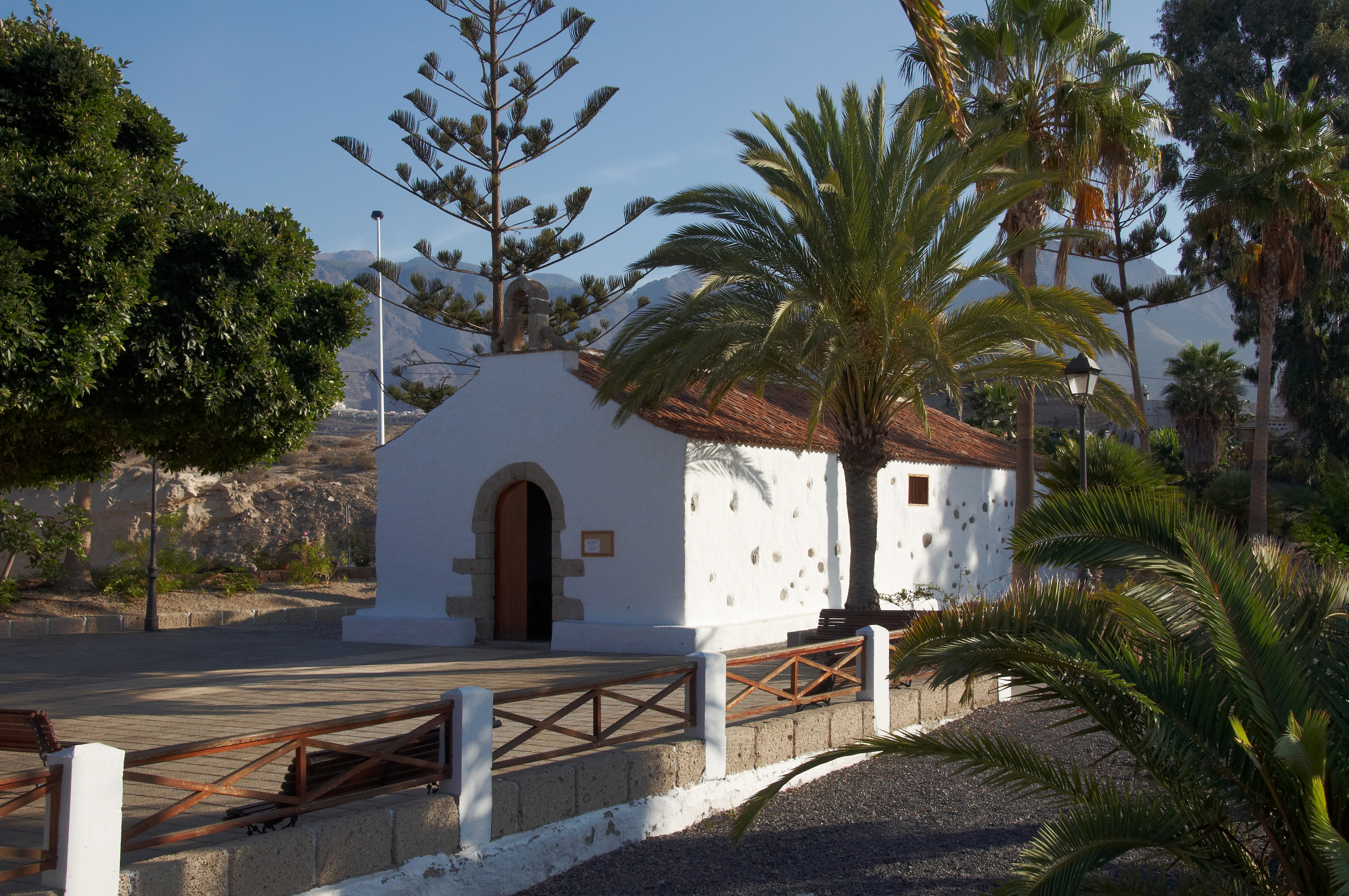
Ermita de San Sebastián

La mayoría de la población es católica como la de toda la isla, pero también hay una notable cantidad de evangélicos, ortodoxos, musulmanes e hindúes, entre otros grupos religiosos.
La parroquia de la Presentación del Señor, en La Enramada, es la sede principal de la Iglesia Ortodoxa Rusa en Canarias, perteneciendo a la diócesis de Madrid y Lisboa. Se trata de un gran templo de estilo neobizantino actualmente en construcción. También en Adeje se encuentra la iglesia de la Anunciación de la Madre de Dios, principal templo de la Iglesia Ortodoxa Rumana en Canarias.
En la actualidad está previsto la construcción de un gran templo hindú para los próximos años, que será 22 veces mayor que el actual.

## Ciudades hermanadas
- Bischofshofen, Austria
- Caracas, Venezuela
- Cremona, Italia
- Paterna, España
- Riveira, España
- Tías, España
- Unterhaching, Alemania